# Scott Lash
Pour les articles homonymes, voir Lash.
Scott Lash est un sociologue américain né le 23 décembre 1945 à Chicago. 
Il est professeur de sociologie et en cultural studies au Goldsmiths College de Londres.

## Biographie
Après avoir obtenu l'équivalent d'un baccalauréat avec option psychologie à l'université du Michigan, une maîtrise en sociologie à l'université Northwestern, puis un doctorat à la London School of Economics (1980), Scott Lash commence sa vie professionnelle par une carrière d'enseignant ; d'abord en tant que maître de conférences à l'université de Lancaster puis comme professeur à partir de 1993.
Il s'est installé à Londres en 1998 pour occuper le poste qu'il continue de servir en tant que professeur de sociologie au Goldsmiths College et directeur du Centre for Cultural Studies. Il est aussi chef de projet du Goldsmiths Leverhulme Media Research Centre fondé en 2007 avec une aide de 1,25 million £ offerte par l'ONG Leverhulme Media Trust,, et qui travaille sur cinq projets de recherche portant en 2013 sur 
1. la crise des médias, l'homogénéisation de l'information et les impacts de l'Internet sur le journalisme [4],
2. les métadonnées à l'ère des données ubiquitaires (et l'étude des propriétés de métadonnées dans les médias numériques)[5],
3. l'usage créatif de l'Internet à des fins civiques[6],
4. les médias en Europe, leur ignorance relative à certaines formes de cosmopolitisme et de transnationalisme et les transformations culturelles et identitaires liées aux transformations démographiques, culturelles et économiques en Europe (Cf. prismes nationaux à pan-européens, avec les éventuelles lacunes que ces prismes impliquent), dont avec l'exemple des Roms[7],
5. « Qu'est-ce qu'un écran à l'âge du numérique ? » ;  Où s'est déplacé l'écran, du cinéma en passant par la TV et l'ordinateur au smartphone… de la salle de cinéma au salon puis partout… Le projet explore la restructuration de l'espace public via les technologies de l'image selon les usages de l'espace (ex. : lieu de vente au détail; centre de transport ou encore institutions culturelles telles que musées et galeries) et selon les contextes culturels (dans trois mégapoles : Le Caire, Shanghai et Londres)[8].

Le travail de Scott Lash a eu une grande influence dans le domaine de la sociologie culturelle (les cultural studies).
Il s'est notamment fait connaître comme coauteur (de John Urry (en)) pour des travaux qui ont attiré l'attention dans le domaine de la géographie culturelle.

## Publications

### Livres
- The Militant Worker, Class and Radicalism in France and America, Londres, Heinemann Educational Books, 1984.
- The End of Organized Capitalism, Cambridge: Polity Books, 1987 (coauteur John Urry). (2nd printing 1988, 3rd prtg 1991, 4e 1995, 5e 1998)
- Max Weber, Rationality and Modernity, Londres, Allen et Unwin, 1987 (codirigé avec Sam Whimster).
- Sociology of Postmodernism, Londres, Routledge, 1990. (2nd printing 1990, 3rd prtg 1991, 4th prtg. 1994); trans. into Slovenian, Japanese, Korean, Portuguese, Italian, Spanish, Chinese, Romanian)
- Post-Structuralist and Postmodernist Sociology, Sussex, Edward Elgar, 1991 (edited)
- Modernity and Identity, Oxford: Blackwell, 1992 (codirigé avec Jonathan Friedman) (Korean trans. contracted, July 1994). 2nd printing 1994.
- Economies of Signs and Space, Londres, TCS/Sage 1994. (coauteur J Urry). (trans. into German (Frankfurt: Suhrkamp) Korean, Spanish, Italian and Portuguese. (3rd printing 1999)
- Reflexive Modernization, Cambridge: Polity Press 1994. (2nd printing 1996) (coauteurs Ulrich Beck et Anthony Giddens) (trans. German, Frankfurt: Suhrkamp, Finnish, Korean, Japanese, Portuguese, Italian, Spanish, Chinese)
- Global Modernities, Londres, TCS/Sage, 1995 (codirigé avec M. Featherstone et R. Robertson)
- De-Traditionalization, Oxford: Blackwell, 1996 (codirigé avec P. Heelas and P. Morris)
- Risk, Environment and Modernity, Londres, Sage (TCS), 1996 (codirigé avec B. Szerszynski and B. Wynne )
- Time and Value, Oxford: Blackwell, 1998 (codirigé avec Andrew Quick et Richard Roberts)
- Spaces of Culture: City, Nation, World, Londres, Sage 1999 (codirigé avec M. Featherstone)
- Another Modernity, A Different Rationality, Oxford: Blackwell, 1999.
- Critique of Information, Londres, Sage, 2002. (trans. Contracted in Spanish, Japanese, Chinese)
- Recognition and Difference: Politics, Identity, Multiculture (codirigé avec M. Featherstone) Londres, Sage, 2002.
- Global Culture Industry: The Mediation of Things, Cambridge: Polity (2005), contracted. coauteur C. Lury.

### Articles
- « Communicative Rationality and Desire ». Telos 61 (Fall 1984). New York: Telos Press.
- "Being after Time", in S. Lash and A. Quick (eds.) Time and Value, Oxford: Blackwell, 1998, pp. 147–161. And in Cultural Values, vol. 2, n° 2-3, juin 1998, 304-318.
- "The Consequences of Reflexivity: Towards a Theory of the Object", in J. Philip (ed.) Reflexivity and Culture (Londres, Pluto, 1998).
- "Risk Culture", in Barbara Adam, Ulrich Beck and Joost Van Loon (eds.) The Risk Society and Beyond, Londres, Sage 2000, pp. 47–62.  (ISBN 0-7619-6468-1).
- "Informationkritik", Revista Critique des Ciencias Sociales, vol. 22., n°3.
- "Technological Forms of Life", Theory, Culture & Society, vol. 18, n°1, 2001.
- "Recognition or Difference", Theory, Culture & Society, vol. 18, n° 6, 2001.
- "From Accumulation to Circulation: Young British Art and the Culture Society", in Arturo Rodriguez Morato, The Culture Society, Barcelone, 2002 (coauteur John Myles).
- "New Media: From Creativity to Consultancy", Environment and Planning A, vol. 22, nov. 2002 (avec Andreas Wittel).
- "Understanding New Media Objects: From Content to Connectivity", in S. Woolgar (ed.) The Virtual Society?, Oxford: Oxford University Press, 2002. (avec C. Lury et A. Wittel).
- "Lebenssoziologie: Georg Simmel in the Information Age", Theory, Culture & Society (f2004)
- "Power after Hegemony: Cultural Studies in Mutation?", Theory, Culture, and Society, 24(3), 2007 :55-78.